# Hvozdnice, Hradec Králové
Hvozdnice là một làng thuộc huyện Hradec Králové, vùng Královéhradecký, Cộng hòa Séc.